# Imaclava pilsbryi
Imaclava pilsbryi is een slakkensoort uit de familie van de Drilliidae. De wetenschappelijke naam van de soort is voor het eerst geldig gepubliceerd in 1950 door Bartsch.